# Eching (Frisinga)
Eching è un comune tedesco di 13 719 abitanti, situato nel land della Baviera.

## Amministrazione

### Gemellaggi
- Trezzano sul Naviglio, dal 1972
- Urubamba, dal 1993
- Majs, dal 2005